# Distrito de Sonipat
Sonipat (en hindi; सोनीपत जिला ) es un distrito de India en el estado de Haryana. Código ISO: IN.HR.SO.
Comprende una superficie de 2 260 km².
El centro administrativo es la ciudad de Sonipat.

## Demografía
Según censo 2011 contaba con una población total de 1 480 080 habitantes.